# Felix Gaeta

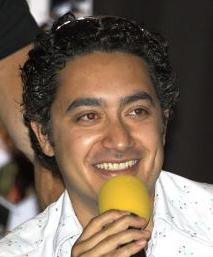
Alessandro Juliani, die Felix Gaeta speelt

Felix Gaeta is een personage uit de herwerkte televisieserie Battlestar Galactica. Hij is bij aanvang van de serie tactisch officier op de Galactica. De rol werd vertolkt door acteur Alessandro Juliani.

## Biografie
Luitenant Felix Gaeta is een intelligente officier in de koloniale strijdmacht. Voordat hij zich aansloot bij de krijgsmacht studeerde hij genetica. Op de Galactica werkt hij aan de zijde van onder meer William Adama, Saul Tigh en Anastasia Dualla op de brug als tactisch officier, onder meer voor het snel detecteren van Cylon-schepen. Gaeta is oorspronkelijk een wat naïeve maar erg trouwe medewerker. Hij is het archetype die van nature erg loyaal is, maar die moet ondervinden dat loyaliteit alleen maar normaal wordt gevonden en wanneer de omstandigheden zich aandienen die trouw niet naar waarde ingeschat wordt, waarna hij een drastische ommekeer maakt in zijn leven.

### Na de aanval op de twaalf kolonies
Meteen na de aanval van de Cylons krijgt Gaeta het meteen erg druk. De Cylons duiken elke 33 minuten op waarna de vloot moet wegjumpen om 33 minuten later weer hetzelfde te moeten doen, ongeveer vijf etmalen lang. Gaeta staat als tactisch officier in om de Cylons te detecteren en kwijt zijn opdracht ondanks de vermoeidheid gewetensvol. Nadat de aanvallen ophouden vraagt Adama hem om Gaius Baltar te helpen in een poging om een Cylon detectiesysteem te ontwikkelen. Ondanks dat beide karakters erg verschillen begint Gaeta toch enige sympathie voor Baltar te ontwikkelen. Wanneer een Number Six aan boord van de Galactica komt die Baltar beschuldigd van collaboratie met de Cylons, smeekt Baltar Gaeta om hem te helpen, maar Gaeta wil Baltar niet helpen op een ongeoorloofde manier, maar hij doet er alles aan om het bewijsmateriaal van de Number Six zo correct mogelijk te onderzoeken, wat uiteindelijk leidt dat Gaeta na veel overuren te weten komt dat het bewijs vervalst is, wat Baltar voorlopig vrijpleit.

### New Caprica
Tijdens de presidentsverkiezingen ontdekt hij dat er fraude gepleegd is en meldt dat aan Adama, waardoor Adama beslist dat Laura Roslin, die de fraude probeerde te plegen geen president kan zijn en het presidentschap naar Baltar gaat. Deze laatste besluit om zijn verkiezingsbelofte te houden en de vloot vestigt zich op New Caprica, Gaeta wordt zijn stafchef. Na de inval van de Cylons geeft Gaeta geheime informatie door aan het verzet, echter zonder zich verder bekend te maken bij de verzetslieden. Hij deponeert de gegevens telkens onder een etensbakje van een hond dat daarna wordt opgehaald door Galen Tyrol, die het verzet leidt.
Na de val van New Caprica wordt er op de Galactica een geheim tribunaal opgericht die de collaborateurs moeten veroordelen en executeren met de goedkeuring van interim-president Tom Zarek. Gaeta behoort als medewerker van Baltar tot een van de beschuldigden en belandt in een luchtsluis om geëxecuteerd te worden. Starbuck, een van de "rechters" twijfelt aan de schuld van Gaeta en schreeuwt hem toe hen iets te geven waardoor zijn onschuld bewezen zou kunnen worden. Gaeta lijkt in zijn lot te berusten maar Starbuck geeft niet af en uiteindelijk komt de informatie onder het etensbakje ter sprake, iets wat door Tyrol bevestigd wordt, die ook een van de "rechters" is. Gaeta wordt gezuiverd van alle blaam.
Tijdens het proces van Baltar brokkelen de eerste stukjes van Gaeta's stoïcijnse attitude af. Hij beschuldigt Baltar ervan het doodvonnis op New Caprica voor honderden verzetslieden te hebben getekend zonder enige tegenstand te bieden; dat was echter een leugen want Baltar tekende pas toen een Cylon hem dreigde te vermoorden.

### Demetrius
Tijdens Starbucks zoektocht naar de Aarde op de Demetrius is Gaeta een van de bemanningsleden. Wanneer er muiterij uitbreekt wordt hij tijdens de animositeiten geraakt door een kogel uit het pistool van Samuel Anders. Terug aan boord van de Galactica wordt zijn onderbeen geamputeerd wat een zware slag is voor Gaeta, die voortaan met een kunstbeen door het leven moet. Tijdens een bezoek aan de infirmerie op de Galactica vraagt een verpleegster om wat geduld te hebben omdat de dokter bezig is met de zwangere Caprica Six, antwoordt hij op sarcastische wijze dat de Cylons zeker niets tekort mogen komen.

### Coup
Nadat Laura Roslin en William Adama een alliantie sluiten met de rebellerende Cylons krijgt Gaeta het erg moeilijk. Zijn haat ten opzichte van de Cylons haalt de bovenhand op zijn anders zo neutrale karakter. Nadat het vinden van de originele Aarde op een teleurstelling uitdraait en de bekendmaking van vier Cylons die aan boord leven van de Galactica heeft hij aanvaringen met Saul Tigh, die een Cylon blijkt te zijn en met Starbuck, die een Cylon trouwde. Hij zegt tegen Starbuck dat de tijd van "afrekening" nabij is en vermeld dat na de val van New Caprica hij bijna geëxecuteerd werd na het oordeel van "rechters" die uit meerderheid van Cylons bestonden. Wanneer Dee zelfmoord pleegt, waarschijnlijk de enige waar hij nog respect voor had, gaat hij over tot actie.
Hij beraad met Tom Zarek en gelijkgezinde militairen een coup voor en neemt het bevel van de Galactica over. Starbuck en Apollo leiden het verzet, Adama die gearresteerd werd kan de militairen overtuigen om de wapens neer te leggen, Laura Roslin zoekt en krijgt de hulp van Baltar en uiteindelijk wordt ternauwernood de coup vermeden. Gaeta en Zarek worden terechtgesteld in een luchtsluis van de Galactica. Net voor zijn executie grijpt Gaeta naar zijn geamputeerde been en zegt : het is weg, waarmee hij bedoelt dat de pijn weg is, waarna het onvermijdelijke gebeurt.